# Le avventure della dolce Katy/Lo strano mondo di Minù
Le avventure della dolce Katy/Lo strano mondo di Minù è il diciassettesimo singolo di Cristina D'Avena pubblicato nel 1985 e distribuito da C.G.D. Messaggerie Musicali S.p.A. 

## I brani
Le avventure della dolce Katy è una canzone incisa da Cristina D'Avena scritta da Alessandra Valeri Manera su musica e arrangiamento di Detto Mariano e sigla dell'anime omonimo. La canzone venne successivamente adatta anche in lingua francese tuttavia a causa della mancata trasmissione dell'anime in Francia, questa versione è rimasta inedita.
Lo strano mondo di Minù è una canzone incisa da Cristina D'Avena scritta da Alessandra Valeri Manera su musica e arrangiamento di Gianfranco Intra e prima sigla dell'anime omonimo. La musica venne utilizzata per la trasmissione tedesca con il titolo Frau Pfeffertopf con l'adattamento di Michael Kunze e la supervisione musicale di Vincenzo Draghi. Anche questa è rimasta inedita.

## Tracce
- LP: FM 13098

Lato A
Testi di Alessandra Valeri Manera, musiche di Detto Mariano; edizioni musicali Canale 5 Music.
1. Cristina D'Avena – Le avventure della dolce Katy – 2:46

Lato B
Testi di Alessandra Valeri Manera, musiche di Gianfranco Intra; edizioni musicali Canale 5 Music.
1. Cristina D'Avena – Lo strano mondo di Minù – 2:38

## Produzione
- Alessandra Valeri Manera – Produzione artistica e discografica
- Direzione Creativa e Coordinamento Immagine Mediaset – Grafica

## Produzione e formazione dei brani

### Le avventure della dolce Katy
- Detto Mariano – tastiera, piano, programmazione, produzione e arrangiamento, registrazione e mixaggio al Nikto Studio, Milano
- I Piccoli Cantori di Milano – cori
- Niny Comolli – direzione cori
- Laura Marcora – direzione cori

### Lo strano mondo di Minù
- Gianfranco Intra – Produzione e arrangiamento
- Giovanni Bobbio – Registrazione e mixaggio al Bob Studio, Milano

## Pubblicazioni all'interno di album e raccolte
Le avventure della dolce Katy e Lo strano mondo di Minù sono state pubblicate all'interno di alcuni album e raccolte della cantante
| Anno | Album                                                                           | Titolo                        | Versione           |
| ---- | ------------------------------------------------------------------------------- | ----------------------------- | ------------------ |
| 1985 | Fivelandia 3                                                                    | Le avventure della dolce Katy | Versione originale |
| 1985 | Fivelandia 3                                                                    | Lo strano mondo di Minù       | Versione originale |
| 1987 | Fivelandia Collection                                                           | Le avventure della dolce Katy | Versione originale |
| 1987 | Fivelandia Collection                                                           | Lo strano mondo di Minù       | Versione originale |
| 2004 | Cartoon Story                                                                   | Lo strano mondo di Minù       | Versione originale |
| 2005 | Cristina D'Avena e i tuoi amici in TV 18                                        | Le avventure della dolce Katy | Versione originale |
| 2006 | Fivelandia 3 & 4                                                                | Le avventure della dolce Katy | Versione originale |
| 2006 | Fivelandia 3 & 4                                                                | Lo strano mondo di Minù       | Versione originale |
| 2006 | Fivelandia 3                                                                    | Le avventure della dolce Katy | Versione originale |
| 2006 | Fivelandia 3                                                                    | Lo strano mondo di Minù       | Versione originale |
| 2012 | Bim Bum Bam Compilation                                                         | Le avventure della dolce Katy | Versione originale |
| 2012 | 30 e poi... - Parte prima                                                       | Lo strano mondo di Minù       | Versione originale |
| 2017 | I grandi classici - Le sigle storiche dei cartoni di Canale 5, Italia 1, Rete 4 | Lo strano mondo di Minù       | Versione originale |
| 2018 | Fivelandia Reloaded - Volume 3                                                  | Le avventure della dolce Katy | Versione originale |
| 2018 | Fivelandia Reloaded - Volume 3                                                  | Lo strano mondo di Minù       | Versione originale |